# Udbina vára
Udbina vára (horvátul: Tvrđava Udbina), egy középkori várrom Horvátországban, a Lika-Zengg megyei Udbina határában.

## Fekvése
A Horvát vértanúk tiszteltére szentelt katolikus templom felett, a 848 méter magas „Gradina” nevű magaslaton találhatók romjai.

## Története
A korbáviai grófok a régi Korbava vára helyett a 14. század végén, vagy a 15. század elején új várat építettek. Első említése 1491-ben Ivan Tomasić krónikájában történt, amikor a horvátok és a törökök között Udbina közelében a Vrpilei-szorosban zajlott csatáról számolt be. 1527 áprilisában még Ivan Karlović horvát bán katonái őrködtek benne, májusban viszont már azt írja Frangepán Kristóf, hogy Mrsinj, Komić és Udbina várai török kézen vannak. A török korban szandzsák székhelyeként a térség legfontosabb vára volt. A felszabadítás után még megerősítették, majd 1790-ben Anton Scherding tervei szerint átépítették. A 19. században miután a katonaság elhagyta pusztulásnak indult. A romokat nagyrészt a környező lakosság hordta szét építkezéseihez.

## A vár mai állapota
Ma csak alapfalai látszanak. Legjobb állapotban az északkeleti védőfal és az egykori, kettős falgyűrűvel védett kerek torony alsó része (mintegy két méter magasan) látható belőle. A várhegy déli lábánál még a 15. században egy külső várat építettek, melynek nyomai ma is láthatók.